# 全日本パン協同組合連合会
全日本パン協同組合連合会（ぜんにほんパンきょうどうくみあいれんごうかい、略称: 全パン連）は中小の製パン業で構成される業界団体である。

## 沿革
- 1956年 - 全国パン協同組合連合会、日本パン協同組合連合会、全国学校給食パン協同組合連合会の3団体が解散し、設立
- 1963年 - 大手製パン業者の団体として日本パン工業会が結成され、分離独立

## 所在地
- 東京都中央区日本橋兜町15-6 製粉会館6F

## 会員
各地域ごとの製パン業協同組合（2022年6月現在52団体）および、下記の賛助会員で組織される。

### 賛助会員
- 大安工業株式会社
- 株式会社ホワイトマックス
- 株式会社スルトン
- J・I・B
- 東京フード
- OYCフーズネット
- 松谷化学工業
- 大阪ポリエチレン販売
- 株式会社グローアップ
- 株式会社ナカノフード
- 大山ハム
- ヤマエ久野
- 雪印メグミルク
- 壽食品工業
- ホシノ天然酵母パン種
- ピュラトスジャパン
- 友栄食品興業
- 浅間農園
- 日仏商事
- フジサワ・マルゼン
- 星野物産
- 鳥越製粉
- 熊本製粉
- 川口板金
- 日本製パン製菓機械工業会
- ミツトモ
- カネカ食品株式会社
- 奥本製粉
- ソントン食品
- J-オイルミルズ
- 不二製油
- MCフードスペシャリティーズ
- カネカ
- オリエンタル酵母工業
- ADEKA
- ミヨシ油脂
- 日油
- 月島食品工業
- 新化食品
- レオン自動機
- 田中食品興業所
- オシキリ